# كوبيرتينو (كاليفورنيا)
كوبيرتينو (بالإنجليزية: Cupertino)‏ هي إحدى مدن مقاطعة سانتا كلارا بولاية كاليفورنيا. تم إعطاءها لقب مدينة في 10 أكتوبر عام 1955.

## مدن شقيقة
ترتبط كوبيرتينو بعلاقة توأمة مع:
- بوبانسوار، الهند[7]
- كوبرتينو، بوليا، إيطاليا
- سين شو، جمهورية الصين (تايوان)
- تويوكاوا، آيتشي، اليابان[8]

## أعلام
- ديفيد كرامر
- آرون إيكهارت
- راندولف كروسلي
- كورت رامبيس
- جون جيل

## وصلات خارجية
- الموقع الرسمي
 (بالإنجليزية)
- تسمية وتاريخ كوبيرتينو  (PDF) (بالإنجليزية)